# گوتیسم (توحش)

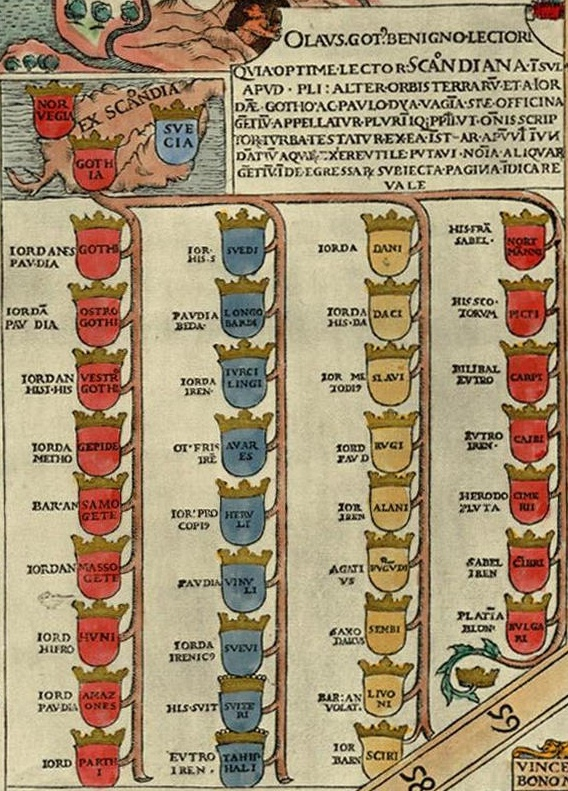
جدول قبیله‌هایی که از اسکاندیناوی به گفته یوهانس و اولائوس مگنوس آغاز شدند، با اشاره به [اردنس ، پائولوس دیاکونوس و غیره].

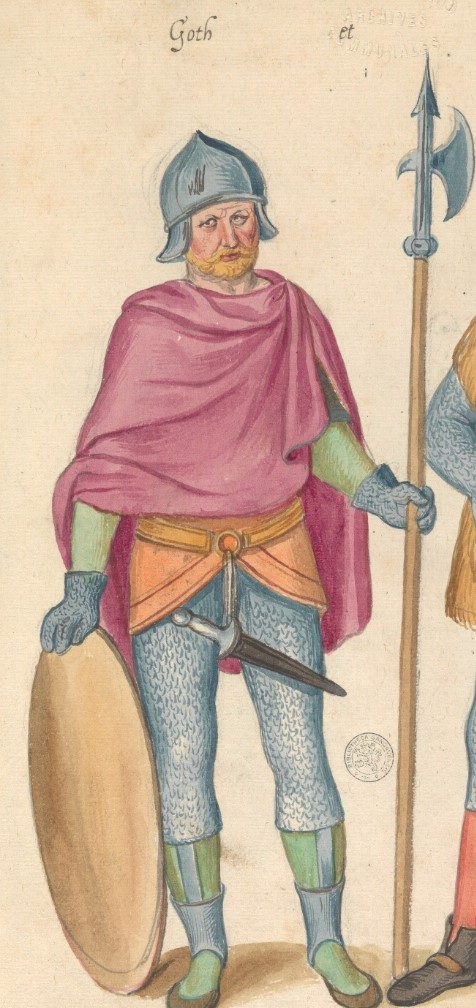
برداشت قرن شانزدهم از یک Goth (یکی از اقوام آلمانی قدیم)، که در نسخه خطی فرانسوی "Théâtre de tous les peuples et nations de la terre avec leurs habits et ornemens divers, tant anciens que modernes, diligemment depeints au naturel" نشان داده شده‌است. نقاشی شده توسط Lucas d'Heere در نیمه دوم قرن شانزدهم. نگه داری شده در کتابخانه دانشگاه گنت.

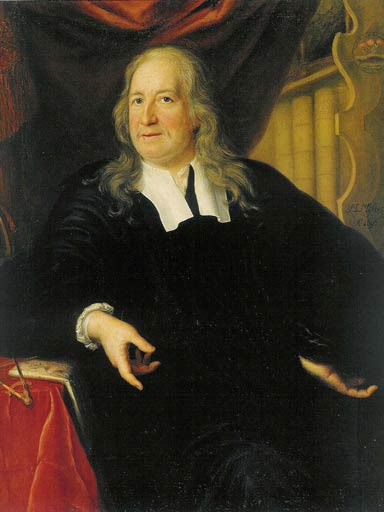
اولوف رودبک، سخنگوی قرن هفدهم توحش.

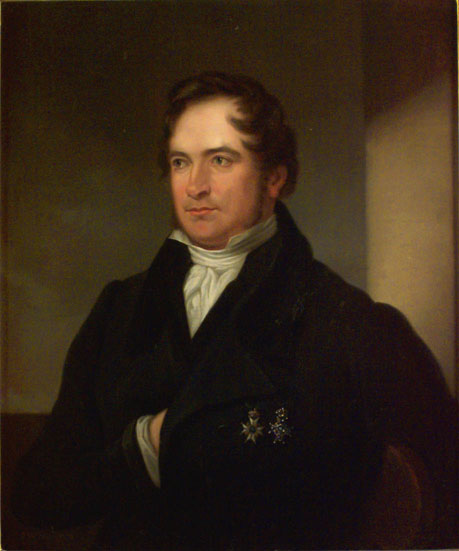
اریک گوستاف گیخر عضو انجمن گوتیک در قرن نوزدهم (یا انجمن گیتیش) بود، که اکنون تصویر آشنای وایکینگ‌ها را به عنوان یک قهرمان باستانی اسکاندیناوی منتشر کرد.

گوتیسم یا گوتیزم (سوئدی: Göticism ; لاتین: Gothicismus) یک جنبش فرهنگی در سوئد بود، که در مرکز اعتقاد به شکوه گیتز سوئدی که با گوت‌ها شناخته می‌شدند قرار داشت. بنیانگذاران این جنبش نیکلاس راگوالدی، برادران یوهانس و اولاس مگنوس بودند. این اعتقاد به حفظ قدرت در قرن هفدهم ادامه یافت، تا زمانی که سوئد پس از جنگ سی ساله قدرت بزرگی بود، اما بیشترین اهتزاز و شکوه خود را در قرن هجدهم از دست داد. با برگشت وایکینگ‌ها و ملی‌گرایی رمانتیک در اوایل قرن نوزدهم، این بار با وایکینگ‌ها به عنوان چهره‌های حماسی، تجدید شد.

## منشأ و ریشه‌ها
این نام برگرفته شده از باور Gothicists است مبنی بر اینکه گوتس‌ها از سوئد سرچشمه گرفته و براساس گزارش «ژوردانس» از سبک گوتیک در اسکاندیناوی (Scandza) ساخته شده‌است. رومیان به سنت و سبک گوتیک غرور بخشیدند که شاه و پادشاه آن‌ها، پادشاه بزرگ، که قدرت را در امپراطوری روم به دست آورده بودند، دارای نسب اسکاندیناوی بودند. این غرور در همان ابتدا به عنوان وقایع قرون‌وسطایی بیان شد، که در آن مورخان در مورد Goths به عنوان نیاکان آن‌ها نوشته شده بودند، و این ایده توسط نیکولاس راگوالدی در شورای Basel مورد استفاده قرار گرفت تا استدلال کند که سلطنت سوئد مهم‌ترین سلطنت اروپا است. همچنین در نوشته‌های نویسنده سوئدی به نام یوهانس ماگنوس (سرگذشت de omnibus Gothorum Sueonumque regibus) و نیز برادر بزرگترش اولاوس ماگنوس (سرگذشت de gentibus septentrionalibus).
برخی از دانشمندان در دانمارک سعی در شناسایی Goths (گوتها) با جوتها (از اقوام ژرمن) داشتند. با این حال، این ایده‌ها منجر به همان جنبش فرهنگی گسترده در جامعه دانمارک مانند جامعه سوئدی نشد. در مقابل سوئدی‌ها، دانمارکی‌ها در این دوره ادعای مشروعیت سیاسی را مبنی بر اینکه کشور آن‌ها سرزمین اصلی گوتها است یا پیروزی امپراتوری روم اثباتی بر شجاعت و قدرت نظامی خود در طول تاریخ بوده‌است، مطرح نکرد.
در طول قرن هفدهم، دانمارکی‌ها و سوئدی‌ها برای جمع‌آوری و انتشار نسخ خطی ایسلندی، سرگذشت نامه اسکاندیناویایی و دو Eddas با یکدیگر رقابت کردند. در سوئد، نسخ خطی ایسلندی بخشی از افسانه‌های مبدأ قرار گرفتند و دلیل بر این بود که عظمت و قهرمان گرایی Geats باستان سینه به سینه به جامعه امروز منتقل شده‌است. این غرور و افتخار در انتشار رساله Olaus Rudbeck به نامAtland eller Manheim (1679-1702)، که او در آن ادعا کرده بود که سوئد شبیه به آتلانتیس بوده به اوج خود رسید.

## ملی‌گرایی رمانتیک
در دوران قرن هجده، گوتیسم سوئدی تا اندازه ای مطرح بود، درحالیکه که این مهم، در دوره ملی‌گرایی رمانتیک از سال ۱۸۰۰ به بعد، توسط اریک گوستاف گیخر و اشعیاس تگنر در انجمن Geatish پا به عرصه وجود گذاشتند.
در دانمارک، ملی‌گرایی رمانتیک نویسندگانی مانند یوهانس اووالد، نیکلای فردریک سِورین گروندتویگ (که ترجمه بیوولف به دانمارکی اولین بار به زبان مدرن بود) و آدام گوتلوب اوهلنشلاگر را واداشت تا مجدد به موضوعات مربوط به اسکاندیناوی کهن علاقه پیدا کند. در دیگر بخش‌های اروپا، توجه به اسطوره‌شناسی اسکاندیناوی، تاریخ و زبان نشان داده شد توسط انگلیسی زبانانی ماننده: توماس گری، جان کیتس و ویلیام وردزورث، و آلمانی‌ها ماننده: یوهان گوتفرید هردر و فردریش گوتلیب کلوپستک.

## معماری
در معماری اسکاندیناوی، معماری گوتیک، در دهه‌های ۱۸۶۰ و ۱۸۷۰ در اوج خود بود، اما این فرایند فقط تا سال ۱۹۰۰ ادامه یافت. علاقه به موضوعات اسکاندیناوی کهن منجر به خلق یک معماری و سبک خاص با چوب و الهام گرفته شده از کلیساهای حامل شد و این مهم، در نروژ که این سبک و سیاق بیشترین تأثیر را داشت بود. ریزه کاری‌ها و مواردی که اغلب در این سبک یافت می‌شود ماننده سرهای اژدها هستند که از آنها اغلب به عنوان <i id="mwbw">سبک اژدها</i> ، طاق بازی‌های مصنوعی، ستون‌های تراش خورده، اتاق‌های بیرون زده و سقف برجسته می‌توان اشاره کرد.